# Copa de las Naciones UCI sub-23 2016
La Copa de las Naciones UCI sub-23 2016, fue la décima edición del calendario ciclístico creado por la Unión Ciclista Internacional para corredores menores de 23 años. Los puntos obtenidos en las mismas dieron como ganador a Francia quedando Noruega e Italia en segundo y tercer lugar respectivamente.
Estuvo compuesta por nueve carreras, 6 carreras en países y 3 carreras de campeonatos continentales.

## Resultados
| Fecha            | País            | Carrera                                | Categoría | Vencedor             | Líder     |
| ---------------- | --------------- | -------------------------------------- | --------- | -------------------- | --------- |
| 23 de enero      | Japón           | Campeonato Asiático en Ruta Sub-23     | CC        | Mehdi Rajabi         | Irán      |
| 27 de marzo      | Bélgica         | Gante-Wevelgem sub-23                  | 1.Ncup    | Mads Pedersen        | Dinamarca |
| 9 de abril       | Bélgica         | Tour de Flandes sub-23                 | 1.Ncup    | David Per            | Eslovenia |
| 15-16 de abril   | Países Bajos    | ZLM Roompot Tour                       | 2.Ncup    | Amund Grondahl       | Noruega   |
| 21 de mayo       | Venezuela       | Campeonato Panamericano en Ruta Sub-23 | CC        | José Luis Rodríguez  | Noruega   |
| 3-5 de junio     | República Checa | Carrera de la Paz sub-23               | 2.Ncup    | David Gaudu          | Noruega   |
| 31 de julio      | Italia          | Trofeo Almar                           | 1.Ncup    | Alexandr Kulikovskiy | Francia   |
| 20-27 de agosto  | Francia         | Tour del Porvenir                      | 2.Ncup    | David Gaudu          | Francia   |
| 15 de septiembre | Francia         | Campeonato Europeo en Ruta sub-23      | CC        | Alexandr Riabushenko | Francia   |

## Clasificación
| Pos. | País           | Puntos |
| ---- | -------------- | ------ |
| 1.º  | Francia        | 134    |
| 2.º  | Noruega        | 85     |
| 3.º  | Italia         | 85     |
| 4.º  | Reino Unido    | 82     |
| 5.º  | Bélgica        | 61     |
| 6.º  | Rusia          | 53     |
| 7.º  | Estados Unidos | 44     |
| 8.º  | Dinamarca      | 40     |
| 9.º  | Eslovenia      | 39     |
| 10.º | Países Bajos   | 32     |